# Daliměřice
Daliměřice (německy Dalimerschitz) je část města Turnov v okrese Semily. Nachází se na severoseverozápadě Turnova.
Daliměřice je také název katastrálního území o rozloze 2,76 km². V katastrálním území Daliměřice leží i Hrubý Rohozec.

## Historie
První písemná zmínka o vesnici pochází z roku 1322.

## Pamětihodnosti
- kaple sv. Václava – asi z roku 1889[5]
- socha sv. Jana Nepomuckého
- dům čp. 18 – rodný dům Jana M. Černého a dům, kde mládí strávil Černého synovec Josef Pekař
- Daliměřická lípa (lípy), také Pekařovy, či Hruborohozecké lípy – dvojice lip, jako památný strom rozeznána jeden strom,[6] na ostrůvku na silnici mezi Turnovem a Hrubým Rohozcem

## Rodáci
- Jan Matouš Černý (1839–1893) – spisovatel, novinář, politik a poslanec
- Jan Hnátek (1865–1923) – lékař, internista a patolog, vysokoškolský profesor
- Karel Sellner (1873–1955) – učitel, archeolog a spisovatel